# Vassili Kvatchantiradze
Vassily Chalvovitch Kvatchantiradze (en russe : Василий Шалвович Квачантирадзе, en géorgien : ვასილ შალვას ძე კვაჭანტირაძე) est un sniper soviétique de la Seconde Guerre mondiale, distingué par le titre de Héros de l'Union soviétique.

## Biographie
Né le 26 janvier (ou : 26 juillet, il existe un doute à ce sujet) 1907 en Géorgie, alors dans l'Empire russe. Il travaille dans un kolkhoze jusqu'en 1941.

### Seconde Guerre mondiale
Dès juin 1941, il participe aux combats contre l'envahisseur allemand. Il est rapidement reconnu pour ses qualités de tireur et devient officiellement sniper.
- Il connaît son heure de gloire lors des combats pour Vitebsk, réussissant à abattre, du 23 au 27 juin 1944, près de 45 officiers et soldats ennemis en moins de cinq jours. Il appartient alors au 259e régiment de fusiliers de la 179e division de fusiliers (en) du premier front de la Baltique.
- Au total, en quatre années de guerre, il abat officiellement 534 ennemis, ce qui le place au deuxième rang des meilleurs snipers de l'Armée rouge.

### Après-guerre
Il quitte l'armée en 1947 et devient directeur d'un kolkhoze géorgien. Il décède le 9 février 1950.

## Décorations
- Héros de l'Union soviétique le 24 mars 1945 ;
- Deux fois décoré de l'Ordre de Lénine ;
- Ordre du Drapeau rouge ;
- Ordre de la Guerre patriotique de 1re et 2e classe ;
- Ordre de l'Étoile rouge.